# Vistília
Vistília (em latim: Vistilia) foi uma mulher romana acusada e processada por imoralidade, durante o reino de Tibério.
Pertencia à gens Vistília e provelmente era filha de Sexto Vistílio, o que a tornava prima da futura imperatriz  Milônia Cesônia, através da mãe de Cesônia, Vistília.
Tácito refere-se a Vistília como uma prostituta pública.
Em 19 d.C., o senado romano aprovara uma lei pela qual nenhuma filha, neta ou esposa de um cavaleiro romano poderia registrar-se  como prostituta. No entanto, Vistília, embora fosse de família pretoriana, anunciava seus serviços na lista dos edis, o que era antigo costume romano.
Em consequência, tanto Vistília quanto seu marido, Titídio Labeão, foram levados a julgamento. Segundo a lei romana, os maridos que não punissem imediatamente as esposas adúlteras poderiam ser julgados como proxenetas. Perguntado por que ele não havia  invocado a lei contra a esposa, Titídio  declarou que o período de consulta (que era de sessenta dias) ainda não havia expirado. Assim, o Senado decidiu processar apenas Vistília. Vistilia foi condenada ao exílio na ilha grega de Sérifos, no arquipélago das Cíclades.